# Weißkehl-Waldsänger

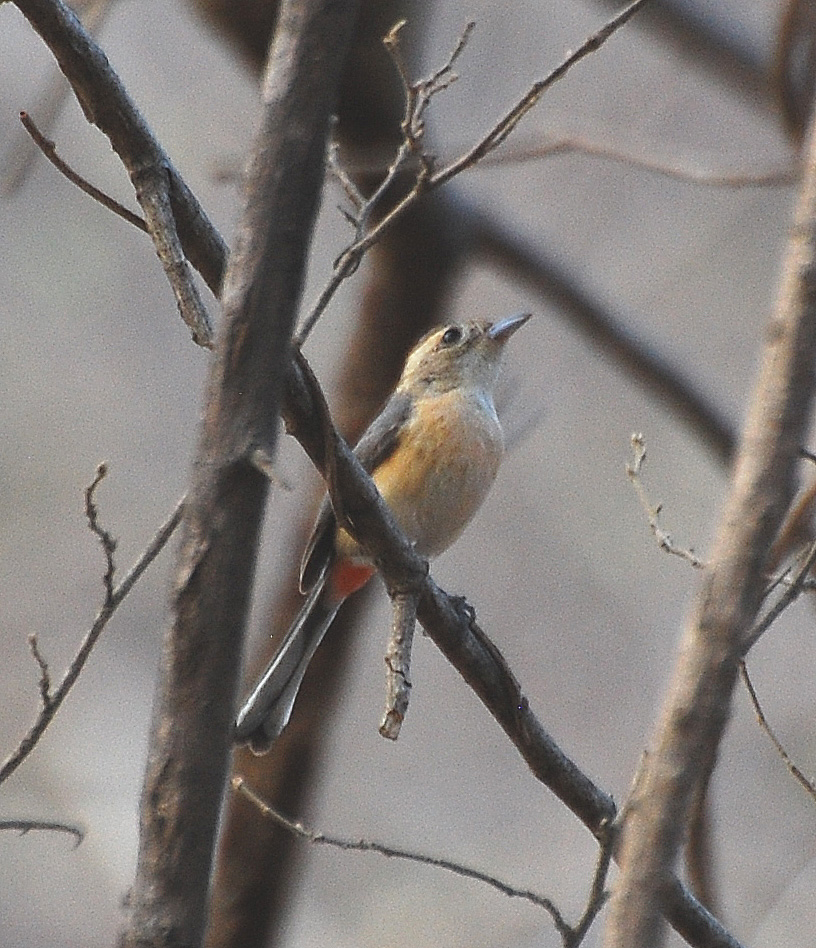
Weißkehl-Waldsänger, Weibchen

Der Weißkehl-Waldsänger (Granatellus venustus) ist eine in Mittelamerika vorkommende Singvogelart aus der Familie der Waldsänger (Parulidae).

## Beschreibung

### Aussehen
Adulte Weißkehl-Waldsänger erreichen eine Länge von 18,0 Zentimetern und ein Gewicht von 9,6 bis 11,4 Gramm. Zwischen den Geschlechtern besteht ein deutlicher Sexualdimorphismus.  Der Kopf der Männchen ist schwarz, die Kehle sowie ein Überaugenstreif weiß. Das Rückengefieder, die Flügel sowie die Steuerfedern sind bleigrau bis blaugrau. Die gesamte Unterseite ist rot und von weißlichen Flanken begrenzt. Die Weibchen zeigen ähnliche Zeichnungselemente wie die Männchen, diese sind jedoch farblich wesentlich blasser gestaltet, so sind Kopf und übriges Gefieder matt grau und die Unterseite gelblich. Bei beiden Geschlechtern ist der Schnabel schwarzgrau, ebenso Beine und Füße. Die Iris ist schwarzbraun.

### Ähnliche Arten
Der Weißbrauen-Waldsänger (Granatellus sallaei) unterscheidet sich durch die graue Kehle.

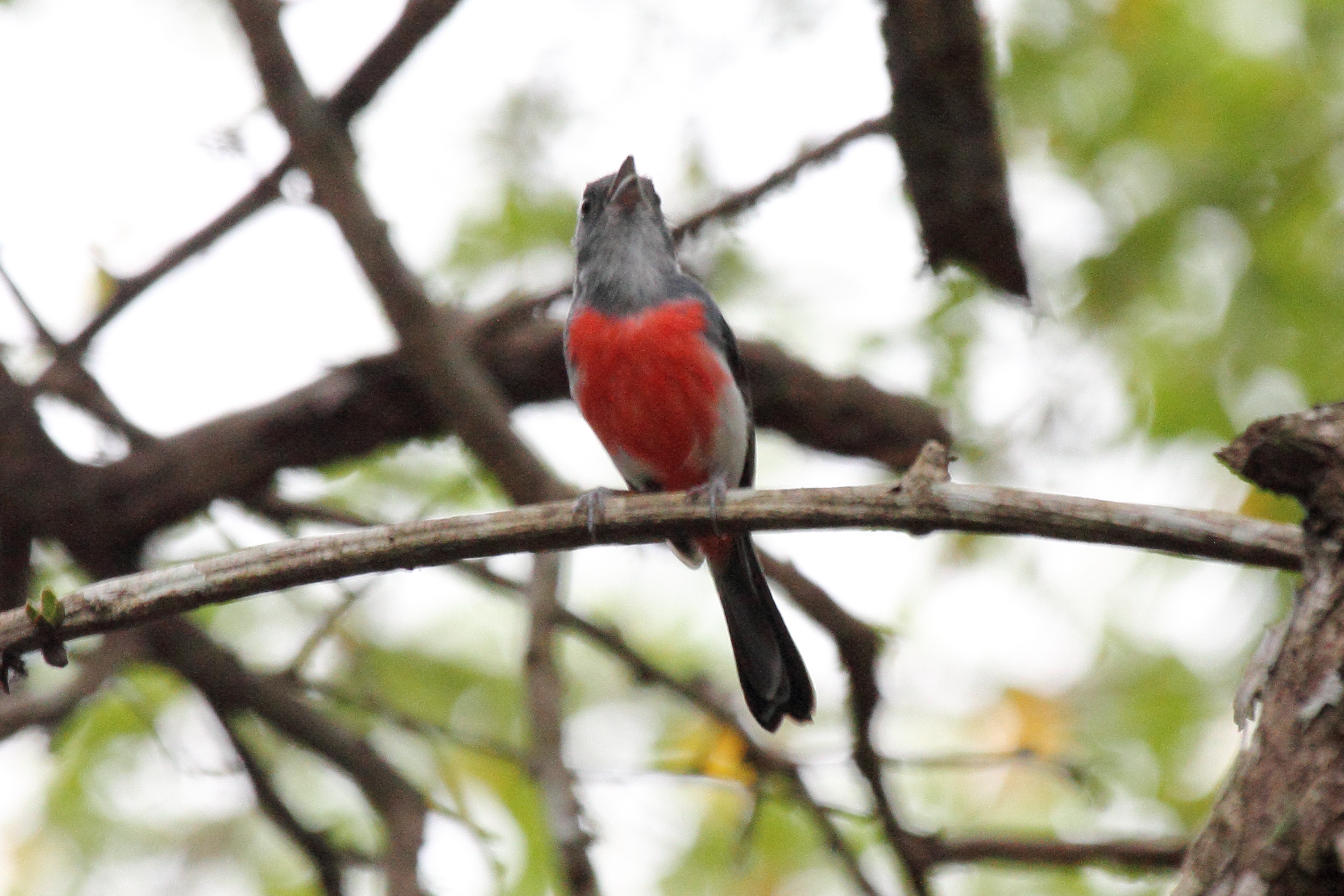
Weißbrauen-Waldsänger (zum Vergleich)

## Verbreitung und Lebensraum
Das Verbreitungsgebiet des Weißkehl-Waldsängers umfasst Gebiete im Westen Mexikos. Die Art lebt bevorzugt in mit dichtem Gestrüpp bewachsenen, trockenen Laub- und Dornenwäldern am Fuße niedriger Hügel.

## Unterarten
Neben der von Sinaloa bis Chiapas vorkommenden Nominatform Granatellus venustus venustus ist eine weitere Unterart bekannt:
- Granatellus venustus francescae Baird, 1865, Marias-Inseln[2]

## Lebensweise
Die Vögel leben zumeist paarweise und sind standorttreu. Sie ernähren sich in erster Linie von Gliederfüßern (Arthropoda). Das tassenförmige Nest wird ab Juni aus verwelkten Gräsern, Stängeln und Wurzeln gefertigt und hat einen Außendurchmesser von sieben und einen Innendurchmesser von fünf Zentimetern. Die Nesttiefe beträgt fünf Zentimeter. Es wird in dichtem Buschwerk in niedrigen Höhen von bis zu einem Meter angelegt und mit zwei bis vier Eiern versehen. Das Weibchen bebrütet die Eier alleine. Nach 14 Tagen schlüpfen die Jungen, die nach acht bis zehn Tagen ausfliegen.

## Gefährdung und Schutz
Die Weißkehl-Waldsänger ist in den meisten seiner Verbreitungsgebiete nicht selten und wird demzufolge von der Weltnaturschutzorganisation IUCN als  „Least Concern = nicht gefährdet“ klassifiziert.